# 坦桑尼亞國家足球隊
坦桑尼亞國家足球隊  是坦桑尼亞的國家足球代表隊，由坦桑尼亞足球協會管理，現時屬於國際足協及非洲足協成員國之一。坦桑尼亞從未打入世界盃足球賽決賽週，僅在於1980年及2019年參加過非洲國家盃，也都在小組賽出局。

## 世界盃成績
- 1930 至 1970年 - 沒有參賽
- 1974年 - 未能晉級
- 1978年 - 退出
- 1982 至 1986年 - 未能晉級
- 1990年 - 沒有參賽
- 1994年 - 在外圍賽進行前退出
- 1998年 至 2018年 - 未能晉級

## 非洲國家盃成績
- 1957年 至 1965年 - 不屬於非洲足球協會的一部分
- 1968年 - 在外圍賽進行前退出
- 1970年 至 1978年 - 外圍賽出局
- 1980年 - 小組賽
- 1982年 - 退出
- 1984年 - 外圍賽出局
- 1986年 - 在外圍賽進行前退出
- 1988年 至 1992年 - 外圍賽出局
- 1994年 - 在外圍賽進行前退出
- 1996年 至 2002年 - 外圍賽出局
- 2004年 - 在外圍賽進行前退出
- 2006年 至 2017年 - 外圍賽出局
- 2019年 - 小組賽
- 2021年 至 2023年 - 外圍賽出局

## 外部連結
- 坦桑尼亞（页面存档备份，存于） at FIFA.com